# (7304) Namiki
(7304) Namiki (1994 AE2) – planetoida z grupy przecinających orbitę Marsa okrążająca Słońce w ciągu 4,24 lat w średniej odległości 2,62 j.a. Odkryta 9 stycznia 1994 roku.